# جاي بلاك
جاي بلاك (بالإنجليزية: Jay Black)‏ هو مغني أمريكي، ولد في 2 نوفمبر 1938 في نيويورك في الولايات المتحدة.

## وصلات خارجية
- جاي بلاك على موقع IMDb (الإنجليزية)
- جاي بلاك على موقع ميوزك برينز (الإنجليزية)
- جاي بلاك على موقع إن إن دي بي (الإنجليزية)
- جاي بلاك على موقع ديسكوغز (الإنجليزية)
- جاي بلاك على موقع قاعدة بيانات الفيلم (الإنجليزية)